# Радлер
Ра́длер (нем. Radler) — слабоалкогольный коктейль из пива и лимонного сока в соотношении 50/50 или 60/40. Является традиционным и самым популярным немецким пивным коктейлем.

## История
По распространённой легенде, радлер был придуман в 1922 году владельцем пивной «Kugler Alm» Францем Куглером (нем. Wirt Franz Xaver Kugler) в местечке Оберхахинг, под Мюнхеном. По легенде, чтобы все желающие, среди которых было много горожан, совершающих велосипедные прогулки, могли утолить жажду, Франц Кюглер стал разбавлять остатки пива лимонадом. Сочетание пивной горечи и фруктового аромата понравилось посетителям, коктейль быстро стал популярным. Впрочем, немецкие историки скептически относятся к этой легенде, приводя свидетельства, что коктейль на основе пива и лимонада был известен и до 1922 года.
Затруднительно точно установить откуда этот бир-микс получил своё название — «Радлер». Возможно, оно произошло от баварского слова «Radler», что значит «велосипедист».

## Разновидности
В различных европейских странах, особенно немецкоговорящих, и в регионах Германии существуют вариации радлера (белое пиво или светлое, с лимонным лимонадом, апельсиновым лимонадом, минеральной водой, «спрайтом»), которые могут иметь и свои, местные названия. Например, в некоторых местечках Мюнстера пиво смешивается с апельсиновым лимонадом и называется «колбасная (сосисочная) вода».
Также существует вариант «тёмного радлера» «Дизель» (нем. Diesel) из тёмного пива с «Кока-Колой» в соотношении 1:1.

### Шанди
Популярный в Западной Европе, Австралии, Новой Зеландии и Южной Африке коктейль из пива и газированной воды с лимонным вкусом. В Испании называется «Клара» (исп. Clara). В северной Германии известен как «Альстер» (нем. Alster), во франкоговорящих странах — «Панаше» (фр. Panaché),

### Русс
Популярный в Баварии и сельской части Австрии коктейль из пшеничного пива и лимонада называется «Русский» (нем. Russ), в честь Октябрьской революции, произошедшей примерно во время изобретения коктейля.

### Потсдамер
Популярный в Германии коктейль из светлого пива и газированной воды с фруктовым вкусом, чаще всего малиновым, но возможен и лимонный вариант.

### Берлинское Пшеничное
Коктейль «Berliner Weisse» это смесь одноимённого стиля пива, сброженного с добавлением кисломолочных бактерий и пшеничного солода, имеющий характерный кислый вкус и обладающий сильной газацией, а также, разнообразных сладких сиропов, хотя зачастую употребляется и в чистом виде. Придуман этот напиток был в Берлине, как ответ традиционным Баварским пшеничным сортам и является одним из классических стилей немецкого пива.

## Торговые марки
В России радлер продаётся в ограниченном ассортименте.
- Безалкогольный «Amstel Natur Lemon 0.0».
- Безалкогольный пивной напиток «Балтика 0 Освежающий грейпфрут».
- Безалкогольный сильногазированный напиток «Барлей Бро» (Barley Bros) лимон и марокканская мята (производство «Балтика» для «Carlsberg»).
- Безалкогольный «Gösser Radler Lemon» (производство «Heineken»).
- «Seth&Riley» «Garage Hard Lemon Drink» («Балтика» для «Карлсберг»).
- «Heineken» «Doctor Diesel Sexy Lime».
- «DAB Radler».
- «Zlatý Bažant» «Radler» (производство «Heineken») — производство прекращено.
- «Schofferhofer Grapefruit».